# Runddysse von Tågerup Mølle

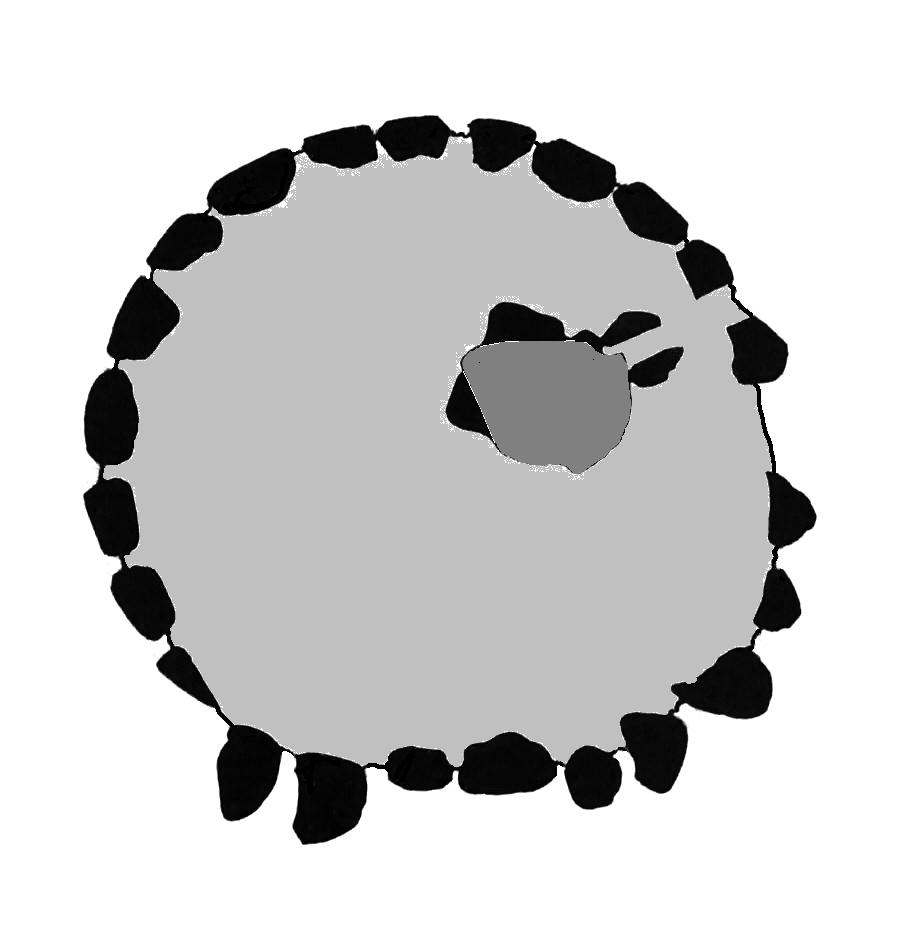
Grundriss eines Runddysse von oben gesehen, hier mit stark außermittiger Kammer

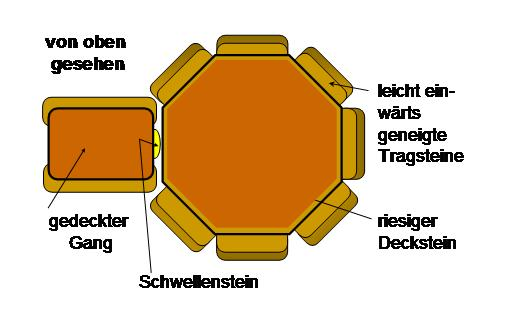
Grundriss eines Polygonaldolmens – Schema von oben

Der Runddysse von Tågerup Mølle (auch Togerup Mølle genannt) liegt südlich des Tågerupvej in Ramløse auf der Insel Seeland in Dänemark. Die Anlage entstand zwischen 3500 und 2800 v. Chr. als Großsteingrab der Trichterbecherkultur (TBK).
Der Runddysse von Tågerup Mølle ist ein Polygonaldolmen von dem drei Tragsteine, ein nichttragender Stein und der gewaltige, etwa rechteckige Deckstein erhalten sind, während zwei Seitensteine fehlen. Der Dolmen liegt leicht außermittig in einem etwa 1,0 m hohen Resthügel von etwa 9,5 m Durchmesser. Die Kammer misst innen etwa 1,8 × 1,4 m und ist 0,9 m hoch. Der Hügel und Dolmen befindet sich in einem umzäunten Garten am Tågerupvej, in der Nähe der Stallungen.